# Pulligny
Pulligny település Franciaországban, Meurthe-et-Moselle megyében. Lakosainak száma 1151 fő (2022. január 1.). Pulligny Autrey, Ceintrey, Flavigny-sur-Moselle, Frolois, Méréville és Pierreville községekkel határos.

## Népesség
A település népességének változása:
| Lakosok száma | 764  | 846  | 1171 | 1225 | 1216 | 1184 | 1165 | 1155 | 1149 | 1151 |
|               | 1968 | 1982 | 1999 | 2006 | 2011 | 2015 | 2017 | 2018 | 2020 | 2022 |